# Jan Górka
Jan z Górki, Jan Górka herbu Łodzia (zm. w 1478/1479 roku) – podkomorzy poznański w 1466 roku, starosta Nakła w latach 1468–1477.
Syn Łukasza I Górki.
Był gwarantem pokoju toruńskiego 1466 roku.